# Ernst und das Licht
Ernst und das Licht (Originaltitel Ernst & lyset) ist ein dänischer Kurzfilm aus dem Jahr 1996. Er wurde bei der Oscarverleihung 1997 in der Kategorie Bester Kurzfilm nominiert, gewonnen hat den Preis allerdings Dear Diary.

## Handlung
Ernst ist Geschäftsmann mittleren Alters. Auf dem Heimweg vom Kopenhagener Flughafen fährt er zweimal an ein und demselben Tramper vorbei. Plötzlich streikt sein Auto und der Tramper steigt ein. Es stellt sich heraus, dass es sich bei ihm um den wiedergekommenen Jesus handelt und Ernst sein erster Jünger werden soll. Doch Ernst ist von dieser Idee nicht allzu begeistert und setzt Jesus auseinander, was Priorität in dieser neuen hedonistischen Welt hat, schließlich seien 2000 Jahre vergangen und die Menschen hätten sich geändert. Selbstverwirklichung stünde nun an erster Stelle. Man könne den Menschen nicht sagen, man sei hier, weil der Vater es so wollte. Letztlich bietet er ihm einen Job bei seiner Firma an, doch Jesus resigniert und verlässt die Erde, während Ernst unbekümmert seine Fahrt fortsetzt.